# André Eloy
Pour les articles homonymes, voir Eloy (homonymie).
André-Léonce-Joseph Eloy M.E.P., né le 11 juillet 1864 à Diéval et mort le 30 juillet 1947 à Xã Đoài (Indochine), est un missionnaire catholique français qui fut vicaire apostolique du Tonkin-Méridional. Sa devise était In patientia et caritate.

## Biographie
André (ou Andréa) Eloy naît à Diéval dans une famille pieuse. Il suit ses études au petit et au grand séminaire d'Arras et il est ordonné prêtre pour le diocèse d'Arras, le 15 juillet 1888. Il est vicaire à Boulogne-sur-Mer avant d'entrer aux Missions étrangères de Paris en 1893. Il est destiné au Tonkin-Méridional et part le 29 août 1894. 
Après avoir appris la langue à Dong Thap, il est nommé par Mgr Pineau à la tête du district de Dong Thanh qu'il dirige jusqu'en 1903. Il est ensuite directeur du grand séminaire de Xao Doai. Il publie deux manuels de théologie dogmatique et morale qui font autorité pendant de longues années dans les missions d'Extrême-Orient des MEP. Le 11 décembre 1912, il est nommé vicaire apostolique du Tonkin-Méridional et consacré évêque titulaire de Magydus (de) le 13 avril 1913 dans la modeste cathédrale de Xã Đoài, par Mgr Gendreau, vicaire apostolique du Tonkin-Occidental, avec comme co-consécrateurs Jean-Pierre Marcou et Paul-Marie Ramond.
Sous son long épiscopat, sa mission est l'une des plus dynamiques d'Indochine, passant de 120 000 à 180 000 catholiques et double ses prêtres autochtones (186 en 1940), avec de nombreuses nouvelles paroisses. Il fait venir entre autres les franciscains, les clarisses, les franciscaines missionnaires de Marie qui fondent de nouvelles œuvres (écoles, hôpitaux, dispensaires, etc.). En 1930, il prend part à l'assemblée générale des MEP à Paris. À son retour, il doit faire face en 1931 à l'intrusion de troupes communistes épaulées par les Chinois de  Mao Tsé-Toung. Il participe au concile plénier d'Indochine qui se tient en 1934 à Hanoï.
Lorsque la révolution communiste éclate en août 1945, il est fait prisonnier, comme les missionnaires, et transféré à Vinh, jusqu'en novembre 1946, date à laquelle il retrouve son évêché où il est gardé en otage. Mais il meurt à l'hôpital de la mission le 30 juillet 1947, alors que les forces françaises luttent contre les forces communistes du Viêt Minh.

## Hommages
- Une rue de Diéval, la rue Monseigneur Eloy, lui est dédiée.
- Une école de Diéval porte de son nom.